# Blowhole
Le terme blowhole (ou blow hole) désigne le montage d'un ventilateur sur une tour d'ordinateur, où le ventilateur extrait l'air chaud présent à l'intérieur de la tour.
Ces ventilateurs font partie de la catégorie de l'aircooling.

## Emplacements
D'après la norme ATX, les ventilateurs blowhole sont généralement placés à l'arrière et en haut de la tour, afin d'extraire l'air chauffé par le ventirad du microprocesseur. Ils permettent de créer un flux d'air allant de l'avant vers l'arrière de la tour.
Ce flux est créé également à l'aide de ventilateurs montés en suckhole, qui eux aspirent l'air frais extérieur.
De l'air chaud de la tour est également extrait grâce au ventilateur du bloc d'alimentation.
L'utilisation d'un blowhole est possible même sans suckhole.